# Совјетска Социјалистичка Република Таврида
Совјетска Социјалистичка Република Таврида (рус. Советская Социалистическая Республика Тавриды) била је неуспешан покушај успостављања совјетске републике која се налазила у делу совјетске Русије на полуострву Крим. Републику су основали бољшевици Јан Милер и Антон Слуцки који су претходно учествовали у Октобарској револуцији.
Постојала је од 19. марта до 30. априла 1918. године и била је призната од стране Руске СФСР.

## Историја

### Распуштање Кримске Народне Републике
Након Октобарске револуције 1917. године, влада етничких Татара је 13. децембра 1917. прогласила Кримску Народну Републику. Међутим, у јануару 1918. су је преплавиле бољшевичке снаге. У Симферопољу је основан губернијски ревком који је, међутим, имао довољна овлашћења пошто је војни центар и даље био смештен у Севастопољу.
За ликвидацију ове двојне власти 10–12. фебруара 1918. одржана је конференција ревкома на којој су учествовала 44 делегата (укључујући 27 бољшевика). Конференција је касније призната као ванредни конгрес Совјета радничких и војничких посланика. На састанку је одлучено да се створи 14 комесаријата. Конгрес је такође потврдио распуштање Већа народних представника и Курултаја. Локална управа је трансформисана у систем совјета који је заменио стари систем думе и земаљске управе (земства). Основан је Централни извршни комитет од 14 чланова као централна управа губерније коју је чинило 10 бољшевика; остали су били леви есери. Јан Милер (бољшевик) је постављен за председника комитета.
Конгрес је са 23 гласа "за" и 20 "против" одлучио да административни центар буде у Симферопољу, а не у Севастопољу, док је војни центар, који је био потчињен централном извршном комитету, остављен у Севастопољу. Најважнија административна и политичка питања требало је да буду решена законима усвојеним на 3. Сверуском конгресу Совјета. Конгрес у Тавриди је такође одобрио доношење драстичних мера за набавку житарица које омогућавају реквизицију и употребу оружане силе за довоз хлеба у индустријска подручја и војску.

### Оснивање Совјетске Аутономне Републике
Неколико недеља касније, 19. и 21. марта, декретима Централног извршног комитета Тавриде (ЦИК) издатим у Симферопољу је успостављена Совјетска Социјалистичка Република Таврида на истој територији. На области Тавриде које су се налазиле северно од Крима полагале су право и Доњецк-Кривојрошка Совјетска Република и Украјинска Народна Република.
Уз помоћ Немачког царства, Совјетска Социјалистичка Република таврида је брзо преплављена снагама Украјинске Народне Републике током Кримске офанзиве. До краја априла 1918. већина ЦИК-а и Совјета народних комесара, укључујући вођу совјета Антона Слуцког и локалног бољшевичког вођу Јана Тарвацког, ухапшени су и стрељани у Алушти од стране побуњених кримских Татара. 30. априла Република је укинута.

### Последице
Након инвазије, успостављена је Регионална влада Крима под немачком заштитом са вођом Маћејем Сулкијевицом и, касније, Соломоном Кримом. Након пораза Добровољачке армије Белог покрета и поновног успостављања совјетске контроле крајем 1920. године, земље бивше Републике прешле су у састав Кримске Аутономне Совјетске Социјалистичке Републике под Руском СФСР.